# 프리스타일 (음악 그룹)
프리스타일은 대한민국의 힙합 듀오이다.

## 앨범
- 《1집 Free Style》 (1999년)
- 《2집 괜찮아》 (2001년)
- 《3집 Free Style 3》 (2004년)
- 《4집 Funkiest Family Juice》 (2005년)
- 《Free Style 1st Single》 (2006년)
- 《5집 수취인불명》 (2007년)
- 《그렇게 너를 사랑해》 (with 풍경) (2007년)
- 《Fight Club》 (2007년)
- 《6집 Dry & Wet》 (2009년)
- 《Hot Christmas》 (2009년)
- 《Outta Kontrol》 (2010년)
- 《Ska》 (2010년)
- 《7집 일곱 번째 하소연》 (2011년)
- 《Say Hello To Goodbye》 (2011년)
- 《Only One》 (2012년)
- 《이별재회》 (2013년)
- 《썸머시즌》 (2013년)
- 《Winter Song》 (2013년)
- 《Maybe》 (2014년)
- 《One Way》 (2014년)
- 《Love Recipe Vol. 1》 (2015년)

### 참여 앨범
- 《Hanyi - 귀머거리 가슴》 (2008년)
  - 〈귀머거리 가슴 (Feat. 프리스타일)〉
- 《모래 - More's Diary Chapter 1》 (2010년)
  - 〈여자 같은 여자 (Feat. 프리스타일)〉
- 《지후 - 그대 떠나는 날》 (2011년)
  - 〈그대 떠나는 날 (Feat. 프리스타일)〉

### 기타
- 한국낙농육우협회 우유 소비 촉진 캠페인 노래 〈화이트러브송〉(White Love Song, 2001년 제작)